# Garden City (Iowa)
Garden City es un lugar designado por el censo ubicado en el condado de Hardin en el estado estadounidense de Iowa. En el Censo de 2010 tenía una población de 89 habitantes y una densidad poblacional de 34,47 personas por km².

## Geografía
Garden City se encuentra ubicado en las coordenadas 42°14′44″N 93°23′43″O / 42.24556, -93.39528. Según la Oficina del Censo de los Estados Unidos, Garden City tiene una superficie total de 2.58 km², de la cual 2.58 km² corresponden a tierra firme y (0%) 0 km² es agua.

## Demografía
Según el censo de 2010, había 89 personas residiendo en Garden City. La densidad de población era de 34,47 hab./km². De los 89 habitantes, Garden City estaba compuesto por el 100% blancos, el 0% eran afroamericanos, el 0% eran amerindios, el 0% eran asiáticos, el 0% eran isleños del Pacífico, el 0% eran de otras razas y el 0% pertenecían a dos o más razas. Del total de la población el 0% eran hispanos o latinos de cualquier raza.